# Real Genius
Real Genius is een komische film uit 1985 onder regie van Martha Coolidge. Het verhaal werd (losjes) gebaseerd op ware gebeurtenissen op het California Institute of Technology in Pasadena.

## Verhaal
Mitch Taylor (Gabriel Jarret) komt als stijve, maar briljante nieuwe student aan op de (fictionele) universiteit Pacific Tech, waar hij tussen een groep leerlingen terechtkomt van wie de een nog slimmer is dan de ander. Eén daarvan is laatstejaars Chris Knight (Val Kilmer), schijnbaar een genie die niettemin weinig serieus bezig lijkt. Knight is tegenwoordig vooral bezig met het naar zijn zin hebben, terwijl hij ooit net zo serieus de school binnenliep als de nieuweling. Verder ontmoet Taylor onder meer Jordan Cochran (Michelle Meyrink), op wie hij spontaan valt, Sherry Nugil (Patti D'Arbanville) en op den duur ook de op de een of andere manier via Knights' kast verschijnende en verdwijnende Lazlo Hollyfeld (Jon Gries).
Professor Jerry Hathaway (William Atherton) krijgt van de CIA opdracht een nieuw soort laser te ontwikkelen met een grotere kracht en precisie dan ooit is vertoond. Met het idee naam te kunnen maken in de natuurkundewereld zet hij zijn geniale leerlingen aan het werk, niet wetende dat het om de ontwikkeling van een militair wapen gaat. Terwijl Taylor aan het werk gaat, zet Knight zijn feestactiviteiten door, terwijl hij waarschijnlijk de enige is die het project kan doen slagen. Hij leert Taylor dat hij eens net als hij was, maar dat er meer in het leven is dan werk. Terwijl de deadline van het project nadert, begint Hathaway druk te zetten, omdat de CIA anders de financiering stopt waar Hathaway rijkelijk van leeft. Hij laat zijn assistent en voetveeg Kent Torokvei (Robert Prescott) de boel in de gaten houden.

## Rolverdeling
| Acteur             | Personage       |
| ------------------ | --------------- |
| Louis Giambalvo    | majoor Carnagle |
| Ed Lauter          | David Decker    |
| Beau Billingslea   | George          |
| Charles Parks      | Larry           |
| Randy Lowell       | Cornell         |
| John Shepherd Reid | Carter          |
| Tommy Swerdlow     | Bodie           |
| Mark Kamiyama      | 'Ick' Ikagami   |

## Trivia
- Pacific Tech werd gebaseerd op Caltech.
- Acteur Kilmer voert in één scène een handigheidje uit waarbij hij muntjes over de knokkels van zijn hand beweegt. Dit groeide uit tot een voor hem typisch gebaar, dat in verschillende van zijn volgende films terugkeert.